# Eurystomus
Eurystomus là một chi chim trong họ Sả.

## Hình ảnh

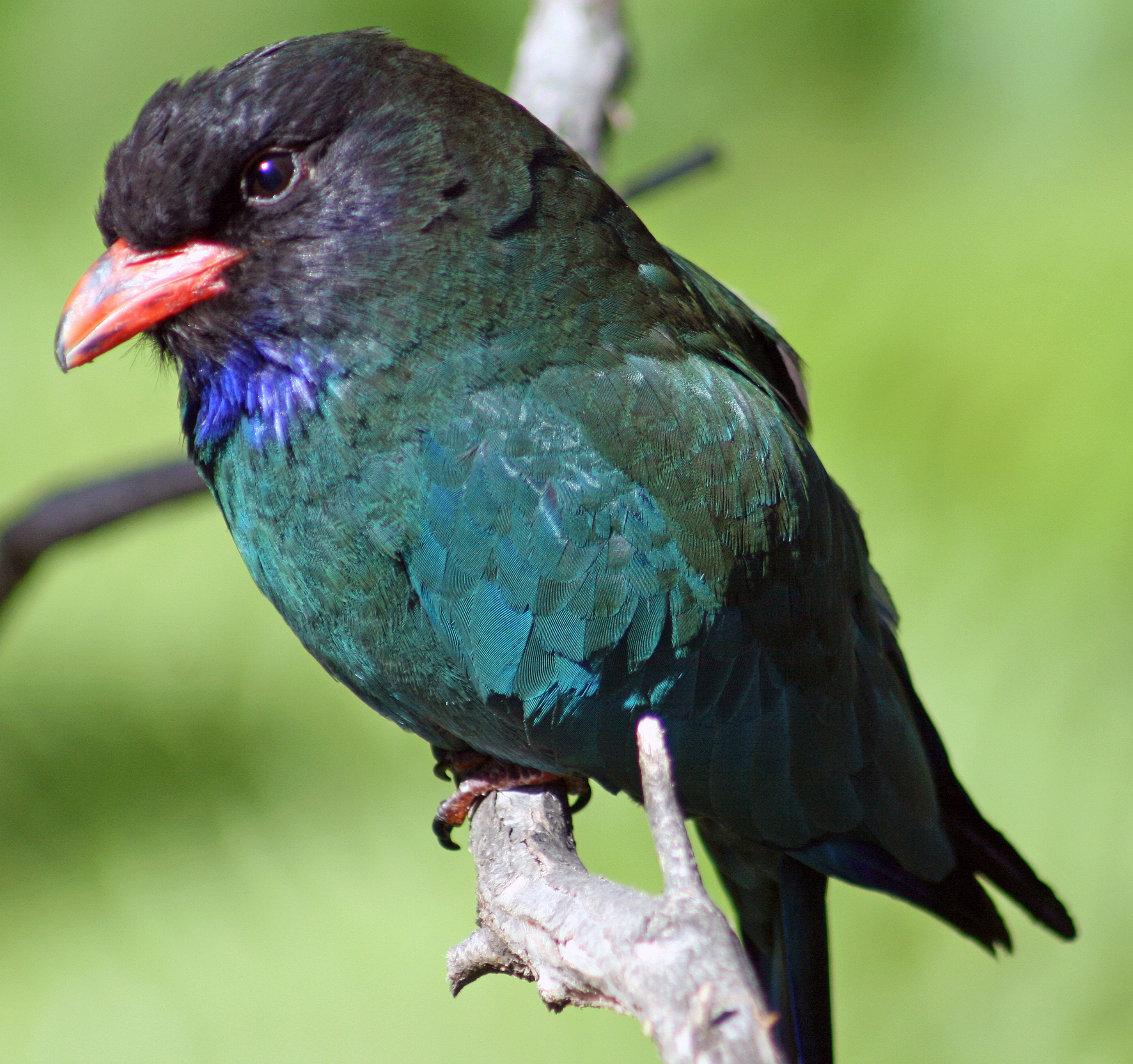
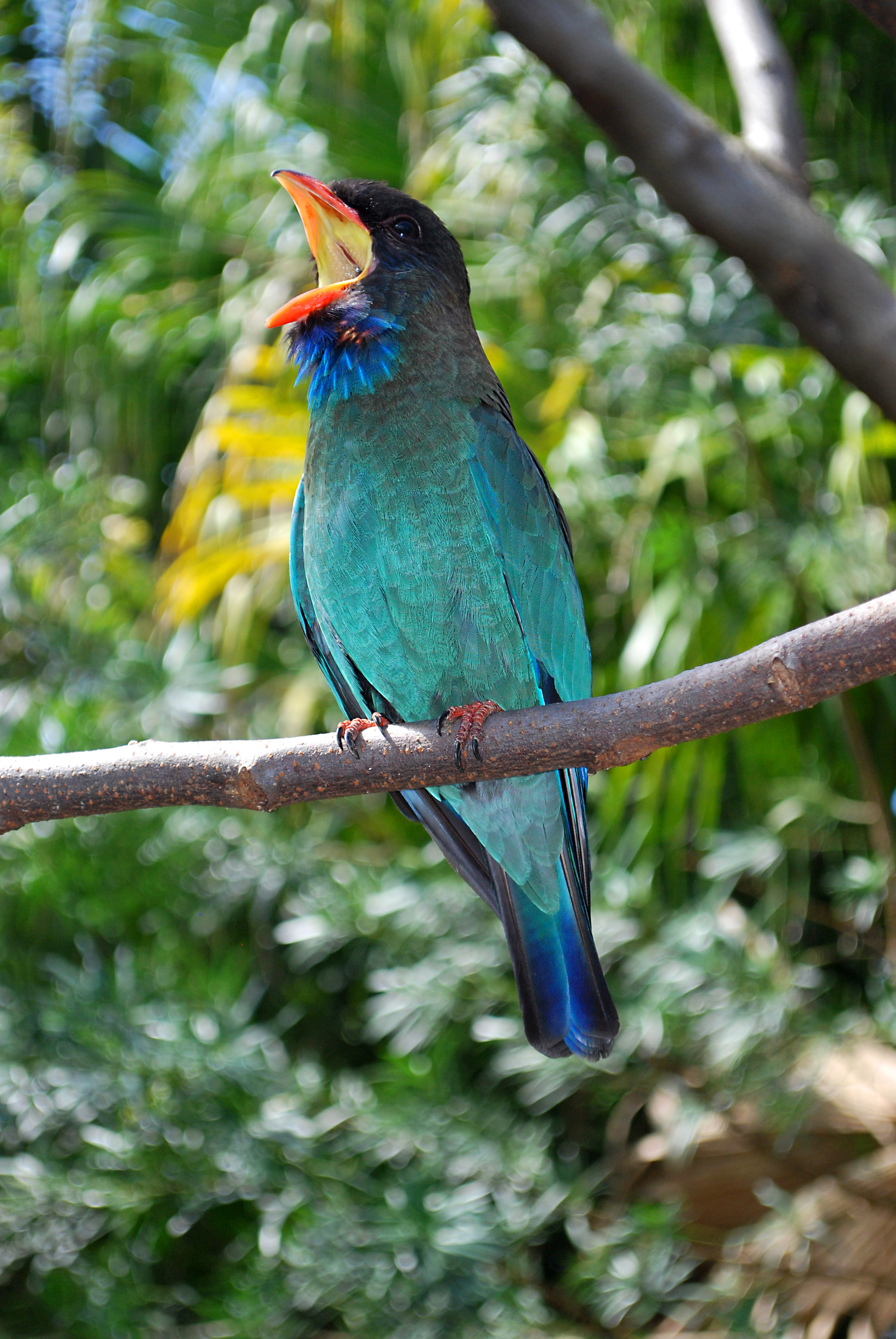
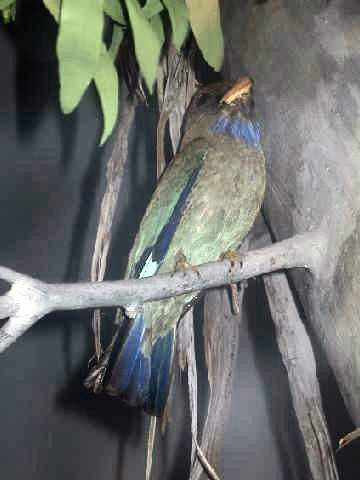